# سان-بونوا (آن)
سان-بونوا (بالفرنسية: Saint-Benoît)‏ هي بلدية فرنسية تقع في إقليم الآن. رمز إنسي لها هو:1338. أما الرمز البريدي لها فهو: 1300.